# Mastira nitida
Mastira nitida là một loài nhện trong họ Thomisidae.
Loài này thuộc chi Mastira. Mastira nitida được Tord Tamerlan Teodor Thorell miêu tả năm 1877.